# Tome Arsovski
Tome Arsovski (n. 1928 - d. 22 aprilie 2007) a fost un dramaturg din Macedonia.
Multe din piesele de teatru pe care le-a scris au fost redactate în timpul celui de-al doilea război mondial și după război în Macedonia. Lucrările sale, cum ar fi Paradoxul lui Diogene (1961), Hoops (1965) și Un pas în toamnă (1969) au fost descrise de The Columbia Encyclopedia of Modern Drama ca fiind "caracterizate de un angajament social puternic și care analizează anomaliile sociale și efectul lor asupra soartei individului". Paradoxul lui Diogene este o dramă care are loc în sala de judecată care "se concentrează puternic pe relația dintre individ și societate".
În 1977, Ion Vova a regizat pentru radio Nu priviți la îngeri de Tome Arsovski.

## Vezi și
- Listă de dramaturgi